# Tatranka
A Tatranka egy szlovák nyelven megjelenő irodalmi lap volt a Magyar Királyságban. Juraj Palkovič, a pozsonyi líceum tanára alapította 1832-ben. Spis pokračujícý rozličného obsahu zwlášte pro učené, přeučené y neučené alcímmel jelent meg. Rendszertelen periodicitással, általában negyedévente jelent meg. 1847-ben szűnt meg.